# Kinețpil, Pervomaisk
Kinețpil (în ucraineană Кінецьпіль) este o comună în raionul Pervomaisk, regiunea Mîkolaiiv, Ucraina, formată numai din satul de reședință.

## Demografie
Componența lingvistică a comunei Kinețpil
     Ucraineană (94,14%)
     Rusă (5,06%)
     Alte limbi (0,74%)
Conform recensământului din 2001, majoritatea populației comunei Kinețpil era vorbitoare de ucraineană (94,14%), existând în minoritate și vorbitori de rusă (5,06%).